# Encyklopedia polska
Encyklopedia polska – 25-tomowa polska encyklopedia opracowana w Krakowie przez Polską Akademię Umiejętności w latach 1905–1923  .

## Opis
W 1905 roku w Krakowie PAU wydał program publikacji. Wydawnictwo zostało zaplanowane na 25 tomów, z których każdy liczyć miał 20 arkuszy druku. Całość wynosić miała 500 arkuszy drukowanych czcionką garmont rozm. 8. Niektóre z tomów przekroczyły jednak planowany rozmiar i wychodziły w dwóch lub trzech częściach  .
W zaleceniach dla współpracowników powstającej encyklopedii zawarte zostały wskazówki. Encyklopedia miała przedstawiać obraz polskiej kultury w jej historycznym rozwoju na całym terytorium jakie kultura ta obejmowała .
Publikacja miała układ tematyczny. Podzielono ją na następujące działy :
- Dział I – Geografia fizyczna,
- Dział II – Antropologia,
- Dział III – Język,
- Dział IV – Archeologia,
- Dział V – Początki kultury słowiańskiej,
- Dział VI – Historia polityczna,
- Dział VII – Geografia historyczna,
- Dział VIII – Statystyka,
- Dział IX – Stosunki gospodarcze,
- Dział X – Ustrój prawny i społeczny,
- Dział XI – Kościół,
- Dział XII – Szkolnictwo,
- Dział XIII – Środki oświaty (poza szkołą)
- Dział XIV – Obyczaj,
- Dział XV – Wojsko i wojna,
- Dział XVI – Historyczne nauki pomocnicze,
- Dział XVII – Sztuka i muzyka,
- Dział XVIII – Literatura piękna,
- Dział XIX – Literatura naukowa

## Wydania
Encyklopedia wydana została latach 1912-1920 w 25 tomach  . Publikacja miała także drugie wydanie w latach 30. i wychodziła do wybuchu II wojny światowej. Opublikowano następujące tomy:
- Tom 1, dział 1, Geografia fizyczna ziem polskich, opracowanie: Emil Habdank Dunikowski, Władysław Dziewulski, Władysław Gorczyński, Józef Grzybowski, Mieczysław Limanowski, Edward Niezabitowski, Marian Raciborski, Bronisław Radziszewski, Antoni Rehman, Eugeniusz Romer, Stefan Rudnicki, Maurycy Pius Rudzki, Ludomir Sawicki, Józef Siemiradzki, Stanisław Weigner, Kraków 1912,
- Tom 2, dział 2, Charakterystyka fizyczna ludności ziem polskich i dzielnic ościennych, stron 686 z 36 mapami i 15 rycinami, oprac. Ludwik Krzywicki, Kraków 1912,
- Tom 3, dział 3, cz. 1-2, Język polski i jego historia z uwzględnieniem innych języków na ziemiach polskich, oprac. Henryk Ułaszyn, Adam Kryński, Michał Rowiński, Kazimierz Nitsch, Stanisław Ptaszycki, Jan Rozwadowski, Adam Kleczkowski, Jakub Willer, Mojżesz Schorr, H. Ojansuu, Stanisław Wędkiewicz, Andrzej Gawroński, Stanisław Estreicher:
  - cz. 1, 422 stron, Jan Łoś, Warszawa: Gebethner i Wolff; Kraków: Gebethner i S-ka, 1915,
  - cz. 2, 545 stron wraz z indeksami, tablice, mapy, Warszawa: Gebethner i Wolff; Kraków: Gebethner i S-ka, 1915,
- Tom 4, dział 5, część 1-2, Archeologia,
  - cz. 1, Prehistoria ziem polskich, 448 stron, oprac. Stefan Krukowski, Józef Kostrzewski, Roman Jakimowicz,
  - cz. 2, Początki kultury słowiańskiej, 219 stron, Aleksander Brückner, Lubor Niederle, Karol Kadlec, PAU, Kraków, Warszawa, Lublin, Łódź, 1912[2] ,
- Tom 5, dział 6, część 1-2, Historia polityczna Polski,
  - cz. 1 Wieki średnie 656 stron, opracowanie Szymon Askenazy, Bronisław Dembiński, Ludwik Finkel, Aleksander Jabłonowski, Józef Kallenbach, Jan Kochanowski, Władysław Konopczyński, Włodzimierz Kozłowski, Stanisław Krzyżanowski, Władysław Mickiewicz, Henryk Mościcki, Fryderyk Papée, Franciszek Popiołek, Stanisław Smolka, Wacław Sobieski, Władysław Studnicki, Cyryl Studziński, Adam Szelągowski, Adam Szymański, Wacław Tokarz, Stanisław Zakrzewski, Kraków 1920,
  - cz. 2, Od r. 1506 do r. 1775, 583 stron, oprac. Oskar Halecki, Wacław Sobieski, Józef Gustaw Krajewski, Władysław Konopczyński, nakł. Polskiej Akademji Umiejętności, czcionkami Uniwersytetu Jagiellońskiego, Kraków 1923,
- Tom 7, dział 7, Geografia historyczna, opracowanie Ignacy Baranowski, Franciszek Bujak, Józef Buzek, Bronisław Chlebowski, Witold Kamieniecki, Stanisław Kutrzeba, Michał Rostworowski, Stanisław Zakrzewski,
- Tom 8, dział 8, Statystyka, oprac. Józef Buzek, Włodzimierz Czerkawski, Kazimierz Władysław Kamieniecki,
- Tom 9, dział 9, Stosunki gospodarcze,
- Tom 10, dział10, Ustrój prawny i społeczny,
- Tom 11, dział 11, Kościół,
- Tom 12, dział 12, Szkolnictwo,
- Tom 13, dział 13, Środki oświaty (poza szkołą),
- Tom 14, dział 14, Obyczaj,
- Tom 15, dział 15, Wojsko i wojna
- Tom 16, dział 16, Historyczne nauki pomocnicze,
- Tom 17, dział 17, Sztuka i muzyka,
- Tom 18, dział 18,
- Tom 19, dział 19,
- Tom 20, dział 20,
- Tom 21, dział 18, części 1-2, Dzieje literatury pięknej w Polsce, opracowanie Stanisław Tarnowski, Wilhelm Bruchnalski, Tadeusz Sinko, Bronisław Chlebowski, Aleksander Brückner, Ignacy Chrzanowski, Józef Kallenbach, Wiktor Hahn, Bronisław Gubrynowicz, Konstanty Wojciechowski, Maurycy Mann, Tadeusz Grabowski, Józef Trietiak,
  - cz. 1, 561 stron, PAU, Kraków, Warszawa, Lublin, Łódź, 1918,
  - cz. 2, 696 stron wraz z indeksami, Manfred Kridl, PAU, Kraków, Warszawa, Lublin, Łódź, 1918,
- Tom 22,
- Tom 23 i 24, Literatura naukowa,
- Tom 25, indeksy